# Sam Dillon
Sam Dillon  (* um 1985 in New York City) ist ein US-amerikanischer Jazzmusiker (Tenorsaxophon) des Modern Jazz.

## Leben und Wirken
Dillon, der mit neun Jahren den Jazz entdeckte und kurz darauf mit dem Saxophonspielen begonnen hatte, hatte im Alter von 14 Jahren Gelegenheit, mit dem Posaunisten Al Grey zu spielen. In der New Yorker Musikszene arbeitete er seit Mitte der 2000er-Jahre u. a. mit Roger Humphries, Joe Chambers, Randy Brecker, John Fedchock, David Weiss, John Riley, Jimmy Greene, Dwayne Burno und Orrin Evans. Er trat u. a. mit dem Jazz Orchestra „Moving Pictures“ von Joe Chambers im Dizzy's Club Coca-Cola (Lincoln Center), mit der Smoke Big Band von Bill Mobley, der Jason Marshal Big Band, der Captain Black Big Band und dem Artie Shaw Jazz Orchestra (Ghost Band), der Cecilia Coleman Big Band, dem Will Caviness Sextett, dem Paris Wright Quintett, dem SNAP Saxophone Quartett und einem eigenen Quartett auf.  Erste Aufnahmen entstanden 2008 mit Pete Malinverni (The Good Shepherd Suite). Im Bereich des Jazz war er laut Tom Lord zwischen 2008 und 2019 an 13 Aufnahmesessions beteiligt, u. a. mit Michael Dease, Vincent Herring (Hard Times) und zuletzt mit dem Charles Ruggiero/Frank Basile Octet. 2018 spielte er unter eigenem Namen sein Debütalbum Force Field (Posi-Tone) ein, an dem Theo Hill, David Wong und Anwar Marshall sowie Max Darche, Michael Dease, Andrew Gould als Gastsolisten mitwirkten. Zu hören ist er auch auf The Charles Mingus Centennial Sessions der Mingus Big Band (2022).
2013 wurde Sam als einer von 13 Semifinalisten des Thelonious Monk International Jazz Saxophone Competition ausgewählt, bei dem er am Smithsonian Institute in Washington DC auftrat. 2015 wurde Sam als Saxophonist für das Juilliard Jazz Artist Diploma Program ausgewählt. Dillon unterrichtete seitdem sowohl als Privatlehrer als auch an mehreren Schulen. Studienschwerpunkte sind Saxophon, Klarinette, Flöte, Harmonie und Jazzimprovisation. Zusätzlich hat er mehrere Musikworkshops für Schulen und Sommerprogramme geleitet.